# المسلمون الأمريكيون من أجل فلسطين
المسلمون الأمريكيون من أجل فلسطين (AMP) هي منظمة أمريكية غير ربحية تأسست عام 2006. وتتمثل مهمتها المعلنة في «دعم الرأي العام الأمريكي ووسائل الإعلام حول القضايا المتعلقة بفلسطين وتراثها الثقافي والتاريخي الغني».

الشعار الرسمي لمنظمة المسلمون الأمريكيون من أجل فلسطين

تعقد AMP مؤتمرات وجلسات تدريبية لبناء التحالفات والدعوة التشريعية،  مثل استضافة أيام المناصرة الفلسطينية السنوية، والتي توفر حلقات عمل وتشجع الحاضرين على لقاء أعضاء الكونجرس الأمريكي. تعمل AMP مع منظمة الصوت اليهودي من أجل السلام و IfNotNow لتعزيز حملات التضامن مع فلسطين.

## التاريخ
تأسست منظمة المسلمون الأمريكيون من أجل فلسطين AMP في عام 2006 من قبل الأستاذ الفلسطيني الأمريكي في جامعة كاليفورنيا في بيركلي حاتم بايزان،  وهو أيضًا مؤسس مشارك لمنظمة طلاب من أجل العدالة في فلسطين. افتتحت المنظمة مكتبها الأول في عام 2009 في بالوس هايتس، إلينوي.

## المواقف السياسية
تدعم منظمة المسلمون الأمريكيون من أجل فلسطينAMP دعوة حركة BDS لمقاطعة إسرائيل من أجل الضغط على الدولة للامتثال للقانون الدولي وحقوق الإنسان. وتأمل المجموعة في أن تؤدي المقاطعة إلى إنهاء الاحتلال الإسرائيلي للضفة الغربية، ومنح المساواة الكاملة لعرب إسرائيل وتعزيز حق العودة للاجئين الفلسطينيين. AMP لا تتخذ موقفا من حل الدولة الواحدة أو حل الدولتين كحل للصراع الإسرائيلي الفلسطيني.
تعارض AMP بشكل قاطع «جميع أشكال العنصرية والتعصب الأعمى، بما في ذلك الإسلاموفوبيا، والعنصرية ضد السود، ومعاداة المهاجرين، ومعاداة السامية، وغيرها من أشكال التعصب الموجه بشكل خاص نحو الأشخاص الملونين والشعوب الأصلية في كل مكان.» 

## الحملات

ملصق الحملة

شاركت AMP في توقيع رسالة مع منظمة الصوت اليهودي من أجل السلام (JVP) في عام 2012 تدعو نظام جامعة كاليفورنيا إلى حماية الحريات المدنية للطلاب من جهود فرض الرقابة على النشاط المرتبط بفلسطين.
نظمت AMP عدة حملات إعلانية للوحات الإعلانات والحافلات في مدينة نيويورك وواشنطن العاصمة لإنهاء المساعدات الخارجية للولايات المتحدة لإسرائيل. خلال حرب غزة عام 2014 ، التي قُتل فيها أكثر من 2000 فلسطيني، نظمت احتجاجات ضد سلوك إسرائيل. في عام 2015، فإنه يدير حملة إعلانية حافلة في وقت مبكر من الاسرائيليين رئيس الوزراء بنيامين نتنياهو كلمة أمام جلسة مشتركة للكونجرس التي دعا أعضاء الكونغرس إلى مقاطعة الخطاب.  

في كانون الأول (ديسمبر) 2016، استضافت AMP حدثًا أقرته 15 منظمة دعم وإغاثة سورية أخرى لدعم المقاومة السورية في حلب في معركة حلب من خلال تشجيع الحضور للضغط على الكونغرس. في وقت لاحق من ذلك الشهر، استضافت AMP احتجاجًا مع مجلس العلاقات الأمريكية الإسلامية و JVP يدعو حاكم إلينوي بروس رونر إلى التراجع عن وقف إعادة توطين اللاجئين السوريين.
في عام 2017، جبهة التحرير الشعبية، الحملة الأمريكية لحقوق الفلسطينيين، وحركة العدالة الاجتماعية كود بينك المنظمة، وAMP حملة الرسالة التي وقعها 32 الديمقراطيين في الكونغرس يحث الولايات المتحدة وزيرة الخارجية ريكس تيلرسون لمساعدة المحتجين الفلسطينيين عيسى عمرو الذي كان يواجه الشحن الجنائية في إسرائيل.
خلال أزمة المسجد الأقصى 2017 ، نظمت AMP احتجاجًا بعنوان «الأقصى تحت الهجوم» أمام السفارة الإسرائيلية في واشنطن العاصمة  خلال احتجاجات حدود غزة 2018 ، احتج الفرع المحلي لـ AMP في نيوجيرسي خارج مكاتب السيناتور كوري بوكر وبوب مينينديز، داعياهم للتحريض على تحقيق بشأن إسرائيل باستخدام قانون ليهي.

## تفاعلات
ال رابطة مكافحة التشهير (ADL)، انتقدت AMP بزعم تعزيزها لوجهات نظر متطرفة مناهضة لإسرائيل وزعم أنها توفر منصة لمعاداة السامية تحت ستار تثقيف الأمريكيين. في عام 2013، أصدرت ADL تقريرًا وصفت فيه AMP بأنها واحدة من «الجماعات المعادية لإسرائيل الأكثر نفوذًا ونشاطًا»  وقالت AMP إن الجماعات المؤيدة لإسرائيل مثل ADL تستخدم عمداً «اتهامات كاذبة معاداة السامية» كوسيلة للحد من حرية التعبير وإسكات النشاط السياسي وترهيب النشطاء المؤيدين للفلسطينيين.
يقول مؤرخ الشرق الأوسط آساف روميروسكي إن الحركة «نشأت من شبكة منظمات الإخوان المسلمين في أمريكا» ولديها نظرة إسلامية إلى الصراع الإسرائيلي الفلسطيني.
وفقًا لمديرة AMP كريستين سرمسكي، فإن المنظمة «تتجاهل عادةً حملات التشهير هذه لأنها تهدف جزئيًا إلى تشتيت انتباهنا عن عملنا».
تم منع عضو مجلس إدارة وطني في AMP من دخول إسرائيل كجزء من وفد عبر الأديان في عام 2017. في عام 2018، منعت إسرائيل رسميًا أعضاء AMP من دخول إسرائيل بسبب دعمها لحركة BDS التي تدعو إلى مقاطعة عالمية لإسرائيل.
ولكن لاتزال المنظمة تؤكد انها تتدعم الحق الفلسطيني في حياة عادلة، وهذا ما يزعج الحركة الصهيونية.

## روابط خارجية
- المسلمون الأمريكيون من أجل فلسطين
- حاتم بازيان
- الزحف الطبيعي الملقب بغسل الإيمان